# GoTrump.com
GoTrump.com è stato un sito dedicato all'organizzazione di viaggi lanciato dall'imprenditore, e poi Presidente degli Stati Uniti d'America, Donald Trump all'inizio del 2006. L'azienda, lanciata sul mercato con lo slogan "The art of the travel deal", un riferimento al titolo dell'autobiografia dello stesso Trump, The Art of the Deal, ha cessato le proprie operazioni nel 2007.

## Storia
Donald Trump annunciò la creazione di GoTrump.com in un evento tenuto presso la Trump Tower di New York il 24 gennaio  2006. Durante la conferenza stampa organizzata al riguardo, Trump affermò: "Troverò per voi le migliori occasioni di viaggio, sia che voi vogliate organizzare una lussuosa evasione, sia che voi stiate cercando i migliori prezzi di compagnie aeree e hotel in tutto il mondo. Stiamo già lavorando con un gruppo di affidabili partner inclusi Travelocity, American Airlines, American Express, Blue Star Jets e Joonbug."
Il sito metteva a disposizione oltre 60.000 hotel, inclusi i cosiddetti "Trumps picks", ossia quegli hotel e resort che erano pubblicizzati come i preferiti dello stesso Donald Trump, ed era supportato da Travelocity, la prima agenzia di viaggi online ad aver dato la possibilità ai clienti di organizzare un intero viaggio senza bisogno di intermediari o agenti di viaggio, che aveva dato in licenza le proprie tecnologie relative alla ricerca e alla prenotazione ad altri siti web.
Come da lui affermato, Trump riteneva che il sito web sarebbe stato un "enorme successo", mentre Henry Harteveldt, un analista dell'industria del turismo per conto della Forrester Research nonché ex direttore del marketing della Trump Shuttle, una compagnia aerea di proprietà di Trump fallita nel 1992, definì GoTrump un "vanity site" (letteralmente un "sito di vanità") di Trump sostenendo che non avrebbe generato molti soldi  ed affermando riguardo all'imprenditore: "Non penso che si aspetti molto. Questo affare non fatturerà più di qualche milione all'anno." Dal canto suo, Trump promosse il sito sul suo programma radiofonico quotidiano, Trumped!, e pretese che fosse mostrato nella sesta stagione del reality show The Apprentice, presentato e prodotto dallo stesso Trump. Ciò nonostante, l'attività chiuse i battenti nel 2007.
A cominciare da marzo 2016, GoTrump.com iniziò a reindirizzare le connessioni verso DonaldJTrump.com, il sito ufficiale della campagna elettorale di Donald Trump per le elezioni presidenziali del 2016.